# الجمهوريانية الكلاسيكية

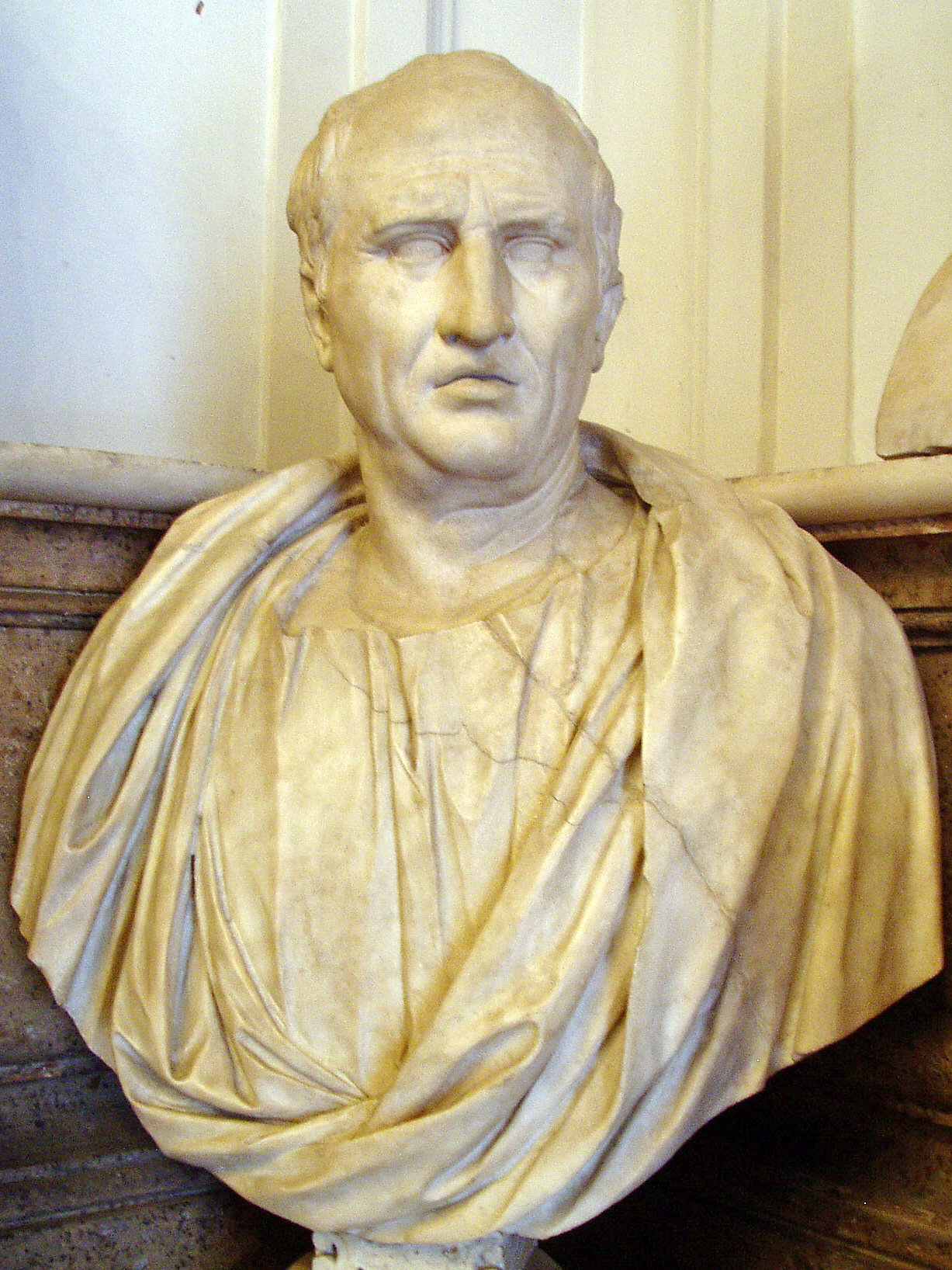

الجمهوريانية الكلاسيكية ، والمعروفة أيضًا باسم الجمهوريانية المدنية أو الإنسانية المدنية، هي شكل من أشكال الجمهوريانية التي طُورت في عصر النهضة، والمستوحاة من أشكال وكتابات الحكومات في العصور الكلاسيكية القديمة، وخاصة مؤلفات الكتاب الكلاسيكيين كأرسطو وبوليبيوس وشيشرون. بنيت الجمهوريانية الكلاسيكية على عدة مفاهيم، أهمها: المجتمع المدني، والفضيلة المدنية، والحكومة المختلطة.

## التطور
لم يكن مصطلح «الجمهوريانية» موجودًا في الفترة الكلاسيكية، لكن، كان استخدام مصطلح «الشيء العام» (بالإنكليزية res publica) شائعًا. ظهر خلال هذه الفترة عدد من المنظرين الذين كتبوا عن الفسلفة السياسية منهم: أرسطو وبوليبيوس وشيشرون وأصبحت أفكارهم –فيما بعد- النواة الأساسية للجمهوريانية الكلاسيكية. ازدهرت أيديولوجية الجمهوريانية خلال عصر النهضة الإيطالية، خصوصًا في مدينة فلورنسا حيث عاد عدد من المؤلفين لدراسة الفترة الكلاسيكية مستخدمين نماذج منها لصياغة أفكار جديدة حول الطريقة المثالية للحكم. يقال بأن «نيكولو مكيافلي» (من مواليد عام 1469، وتوفي في 1527) هو واحد من المفكرين الذين أعادو تقديم الجمهوريانية الكلاسيكية في تأملاته اللاحقة.
يقال بأن ميكافيلي لم يكن جمهوريًا تقليديًا، إذ وصّف بمعظم أعماله العلاقات السياسية في العصور الوسطى. من المرجح أن يمثل ابتكار مكيافيلي للجمهوريانية الكلاسيكية أو إضافاته عليها أو تحويله لها، نقطة تحول فيها، وبداية للجمهوريانية الحديثة؛ قد يُطلق بعض الباحثين على الجمهوريانية الخاصة بمكيافيلي اسم «الجمهوريانية الجشعة». تشير الجمهوريانية الكلاسية -فعليًا- إلى فلسفة طورت بشكل أساسي في الحقبة الحديثة المبكرة التي وصفها العديد من العلماء بأنها مربكة؛ لذلك، يستخدم البعض الآن مصطلح «الجمهوريانية الحديثة المبكرة» لتوصيف هذا الفرع من الفكر السياسي، ومن المؤكد بأن الجدل المفاهيمي والتاريخي والفلسفي حول هذا الموضوع ما يزال قائمًا.
يعرف أحد أشكال الجمهوريانية الكلاسيكية باسم «الإنسانية المدنية»، وهو مصطلح استخدم لأول مرة في أواخر العصور الوسطى وبداية التاريخ الإيطالي الحديث من قبل الباحث الألماني «هانز بارون». على الرغم من وجود تمييز دقيق في بعض الحالات ومع بعض الباحثين بين مصطلحي الجمهوريانية الكلاسيكية والإنسانية المدنية، لكنهما قابلان للتبادل فيما بينها لكل المقاصد والأغراض. يعتبر نطاق الإنسانية المدنية أوسع بقليل من الجمهوريانية الكلاسيكية، إذ تؤكد الإنسانية المدنية على الدور المركزي للفضيلة المدنية في الحفاظ على الحرية السياسية الرومانية/ الفلورنساوية المثالية. يُعتبر كل من حنا آرنت، وجون غريفيل آغراد بوكوك، وكوينتن سكينر، وفيليب بيتيت الدعاة الرئيسيين لهذا المفهوم المزدوج.
انتقد توماس بانغل (أحد طلاب ليو شتراوس) انعدام الدقة في إعادة بناء مصطلح «الإنسانية المدنية»، معتبرًا بأنّ المصطلح الجديد ينطوي على تشويه للجمهوريانية الكلاسيكية من جهة، وللعلوم السياسية التي وضعها مكيافيلي من جهة أخرى. كتب بانغل: «حجب كل من بوكوك وآرنت (الأخيرين الأكثر وعيًا للذات بين دعاة المفهوم المزدوج) الإمبريالية، والقسوة، والتسلسل الهرمي المتناحر، والعقلانية الفاترة التي تميز مكيافيلي بشكل فعلي؛ فألقيا حجابًا من النعمة والمساواة والمدنية الإنسانية على كل تلك العناصر».
كانت الأيديولوجيا وفقًا لبارون، الخبير الرئيسي في تطوير الجمهوريانية الكلاسيكية لسنوات عديدة، نتاج صراع طويل بين فلورنسا وميلانو، إذ حكمت فلورنسا نخبة من التجار بينما كانت ميلانو تحت حكم ملكي تسيطر عليه الطبقة الأرستقراطية. أكد الفلورنساويون بأن شكل حكومتهم كان متفوقًا إلى حد بعيد، معتمدين في إدعائهم هذا على التشابه الكبير بين شكل الحكم في مدينتهم مع شكل الحكم الإغريقي ومع الجمهورية الرومانية. أكد ليوناردو بروني (من مواليد عام 1370، وتوفي في 1444)، وبالاستناد إلى بيانات تاسيتس في مقدمة كتابه الذي يحمل عنوان «التواريخ»، إلى أنّ الحكومة الجمهورية قد صنعت رجالًا أفضل، في الوقت الذي عادت فيه الملكية الفضيلة الإنسانية. تطور الفكر الفلورنساوي المثالي، وفقًا لبارون، إلى أيديولوجيا الإنسانية المدنية.
أصبح مفهوم العقد الاجتماعي، منذ ظهور نظريات توماس هوبز، جزءًا جوهريًا من الجمهوريانية. تعاملت الجمهوريانية الكلاسيكية مع الملكية باعتبارها شكلًا من أشكال الحكم، على الرغم من رفض الجمهوريانية الحديثة لفكرة الملكية (سواءً كانت ملكية وراثية أو استبدادية بأي طريقة أخرى) لصالح حكم الشعب. كانت الجمهورية الكلاسيكية موجهة ضد كل أشكال الاستبداد، سواء كان استبدادًا ملكيا أو أرستقراطيًا أو حتى ديموقراطيًا (من خلال استبداد الأغلبية). تعتمد المفاهيم التي تشكل ما يعتبره الجمهوريون الكلاسيكيون جمهورية مثالية على وجهات النظر الشخصية. ومع ذلك، تتميز الجمهورية الأكثر مثالية بقيامها على حكومة مختلطة، وبسعيها نحو التحضر.